# Saira Shah
Saira Shah (* 5. Oktober 1964 in London) ist eine Autorin, Reporterin und Regisseurin von Dokumentarfilmen. 

## Biografie
Saira Shah ist die Tochter eines afghanisch-indischen Ehepaars. Ihr Vater ist Idries Shah, der durch seine Bücher über den Sufismus bekannt wurde. Sie wuchs in Kent auf und beschreibt ihre Familie als "gemäßigt islamisch". Mit 21 Jahren reiste Shah das erste Mal nach Afghanistan, wo sie drei Jahre lang als freie Journalisten arbeitete und den Guerillakrieg der Mudschaheddin gegen die Rote Armee dokumentierte.
Mit dem Dokumentarfilmer James Miller reiste Shah im Auftrag von Hardcash Productions 2001 erneut nach Afghanistan. Dort entstanden die Dokumentationen „Beneath the Veil“ und „Unholy War“. Für „Beneath the Veil“ schloss Shah sich zeitweise der afghanischen Frauenrechtsorganisation RAWA an. Das Team beschrieb die Arbeit als außerordentlich schwierig, da das Filmen unter den Taliban verboten gewesen sei. Trotz der Verwendung versteckter Kameras wurde die Crew mehrfach in Haft genommen. Bei „Unholy War“ seien die Aufnahmen auf dem Gebiet der Nordallianz zwar erlaubt gewesen, dafür habe die schlechte Versorgungslage und die rasche Veränderung der Lage große Probleme verursacht. Die beiden Filme wurden mit dem Peabody Award ausgezeichnet, „Unholy War“ gewann zudem einen Emmy.
Ab 2003 drehten Miller und Shah „Death in Gaza“ („Tödliche Feindbilder - Was die Intifada-Kinder empfinden“) über die Schicksale einzelner Kinder im Gazastreifen. Bei den Dreharbeiten in Rafah wurde Miller erschossen. Der Film wurde von Saira Shah zu Ende gedreht und auf der Berlinale 2004 uraufgeführt. „Death in Gaza“ erhielt später drei Emmys und einen BAFTA-Award.

## Filmografie
- Produzentin: „Unholy War“ (2001)
- Produzentin und Autorin: „Death in Gaza“ (2004)

## Publikation
- Die Tochter des Geschichtenerzählers. Meine Heimkehr nach Afghanistan. Goldmann, München 2003, ISBN 3-442-30988-3